# Shonen Knife
Shonen Knife (jap. 少年ナイフ, Shōnen Naifu) ist eine japanische Pop-Punk-Gruppe, die im Dezember 1981 in Osaka gegründet wurde. Ihr Stil orientiert sich an Garage, Alternative Rock und Punk, sie selbst sehen sich von Girlgroups der 1960er Jahre und den Ramones beeinflusst. Shonen Knife sind vor allem in den USA bekannt und erfolgreich, ihre Texte sind überwiegend englisch. 1993 waren sie bei sechs Konzerten die Vorgruppe von Nirvana.
Die Schlagzeugerin Mana Nishiura starb am 4. November 2005 bei einem Autounfall.

## Diskografie

### Studioalben
Shonen Knife-5.jpg
- 1982: Minna Tanoshiku Shonen Knife
- 1983: Burning Farm
- 1984: Yama No Attchan
- 1986: Pretty Little Baka Guy
- 1991: 712
- 1992: Let’s Knife (Best Of)
- 1993: We Are Yery Happy You Came (Live)
- 1994: Rock Animals
- 1996: Brand New Knife
- 1998: Happy Hour
- 2000: Strawberry Sound
- 2002: Heavy Songs
- 2003: Candy Rock
- 2006: Genki Shock
- 2007: fun! fun! fun!
- 2008: Super Group
- 2010: Free Time
- 2011: A Tribute To Ramones (als Osaka Ramones)
- 2012: Pop Tune
- 2016: Adventure
- 2017: Ready! Set!! Go!!! Adventure Tour 2017
- 2019: Sweet Candy Power
- 2023: Our Best Place

### Livealben
- 1991: We Are Very Happy You Came (Live Minialbum)
- 2001: Power of Money – Burning Farm: BF-2CT
- 2006: Live in Osaka
- 2010: Live at Mohawk Place DVD
- 2015: Osaka Ramones Live
- 2018: Alive! In Osaka

### Kompilationen
- 1990: Shonen Knife (Zusammenstellung der ersten beiden Studioalben)
- 1995: Greatest History
- 1996: The Birds And The B-Sides (Zusammenstellung von B-Seiten und Outtakes)
- 2000: Millennium Edition (Zusammenstellung von Material aus 1996–1999 plus drei unveröffentlichte Versionen von Liedern aus Strawberry Sound)
- 2006: Universal Hits

### Remixalben
- 1997: Super Mix (Zusammenstellung von Remixen)
- 1999: Ultra Mix (Zusammenstellung von Remixen)

### EPs
- 1992: Riding on the Rocket
- 1992: 712 (EP)
- 1992: Do the Knife
- 1994: Favorites
- 1994: Knife Collectors
- 1997: It’s a New Find
- 1997: Explosion!